# 李瀚 (成化辛丑進士)
李瀚（1453年—1535年），字叔淵，自號石樓居士，山西沁水縣人，軍籍，明朝政治人物、藏书家。

## 生平
其先翼城人，徙沁水。成化十六年（1480年）庚子科山西鄉試第一名。成化十七年（1481年），聯捷辛丑科進士。歷官直隸樂亭縣知縣。擢监察御史，巡按陜西，革茶马弊端，密遣使擒终南山妖僧。弘治十一年巡按河南，监考河南鄉試，十二年（1499年）九月升湖广按察司副使，丁忧归。十六年十二月服阕，复除河南副使，历湖广按察使，正德二年（1507年）正月升河南右布政使，次月轉左布政。五月升顺天府府尹，九月升都察院右副都御史、总督漕运。时荣王由运河之国，贵璫冀得贿，辄阻遏粮运。适瀚会议北上，白之王，始不为扰。三年十二月升都察院左副都御史，掌院事，五年二月升吏部右侍郎，九月转左，起废疏壅，士类允惬。六年（1511年）正月进南京户部尚书，论析公庾府帑戸口田赋盈缩之数，歴歴如指诸掌。疏请裁冗食，节浮费，广储蓄，时廪藏空虚，瀚乗秋熟，发帑金代兵饷，积米数十万斛，十二月被弹劾，告休归。嘉靖十四年卒，赐祭葬如例，赠太子少保。

## 家族
曾祖李倫，知縣；祖父李勳；父李聰，訓導。母譚氏。重庆下。子李承恩，正徳庚午举人，直隶良乡知县。曽孙李一鹏，通判保定府。